# Grezzago
Grezzago – miejscowość i gmina we Włoszech, w regionie Lombardia, w prowincji Mediolan.
Według danych na rok 2004 gminę zamieszkiwało 2087 osób, 1043,5 os./km².